# Krynyčský rajón
Krynyčský rajón (ukrajinsky Криничанський район) byl rajón v Dněpropetrovské oblasti na Ukrajině. Hlavním městem byly Krynyčky a rajón měl přibližně 35 tisíc obyvatel. 

## Sídla v rajónu
- Auly
- Božedarivka
- Krynyčky